# Halenkovice
Halenkovice (německy Hallenkowitz) jsou obec ve Zlínském kraji, asi sedm kilometrů západně od Napajedel. Nachází se na Halenkovické vrchovině, která je na severovýchodním okraji Chřibů. Žije zde přibližně 2 000 obyvatel. Je členem mikroregionu Chřiby.

## Historie
Počátky osídlení spadají do paleolitu až neolitu.
Ves Halenkovice, původně zvaná Alenkovice (či Alinkovice), byla založena Janem z Rottalu. První písemná zmínka o ní pochází z roku 1634. Své pojmenování vesnice dostala podle Rotalovy první manželky Aleny (Aliny, Heleny) z Vrbna. Na sklonku 17. století se součástí Alenkovic staly blízké vsi Eleonorovice a Kateřinice. Pošta v obci byla založena 21. května 1897. Při sčítání lidu v roce 1930 bylo v obci 454 domů a 2 021 obyvatel.

## Přírodní poměry
V katastru obce se nacházejí tato chráněná území:
- Přírodní památka Budačina
- Evropsky významná lokalita Chřiby

## Pamětihodnosti
- Kostel svatého Josefa
- Sochy svatého Petra a Pavla
- Zvonice na Kopci s kaplí P. Marie
- Kaplička na Hradské

## Kultura
Místní knihovna obce Halenkovice byla vyhlášena Knihovnou roku 2023.

## Osobnosti
- Josef Beran (1916–1989), akademický malíř[9]
- Jindřich Spáčil (1899–1978), spisovatel, historické a společenské romány
- Josef Zlámal (1915–2008), katolický kněz a převor Českého velkopřevorství Suverénního řádu sv. Jana Jeruzalémského z Rhodu a Malty, v roce 2004 mu prezident Václav Klaus propůjčil Řád Tomáše Garrigua Masaryka „za vynikající zásluhy o demokracii a lidská práva“.[10]

## Galerie

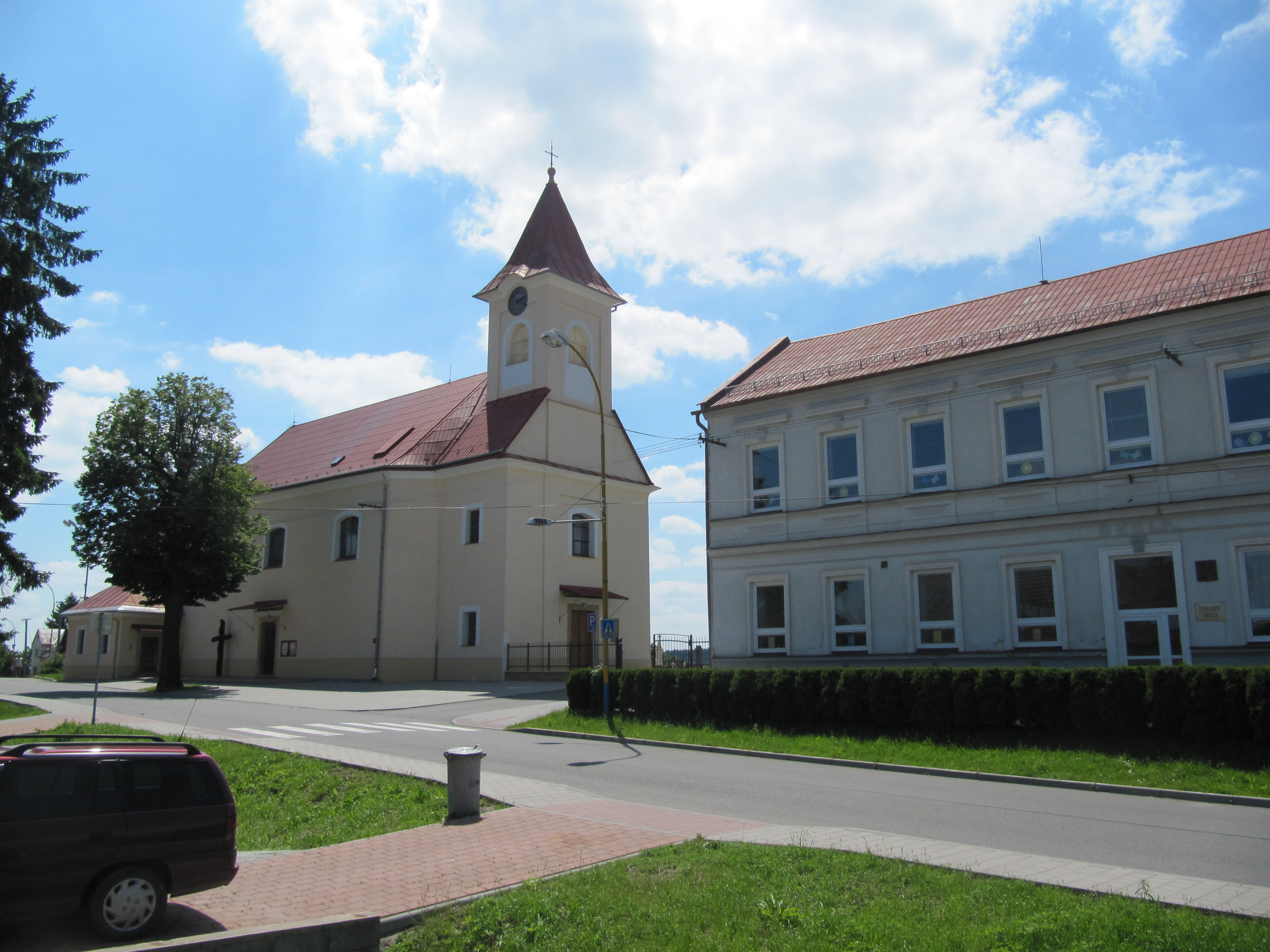
Kostel svatého Josefa z roku 1789 a stará škola
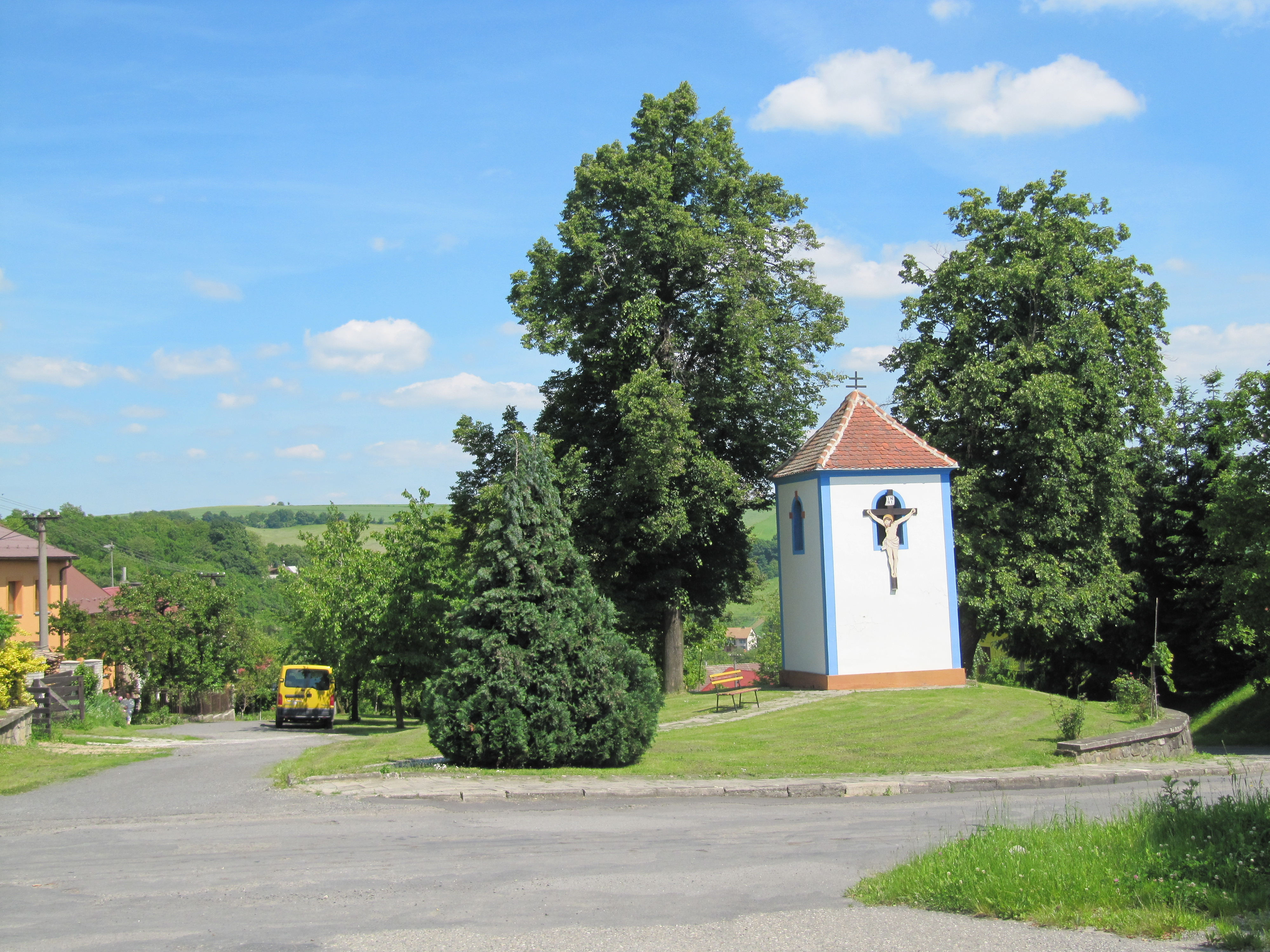
Zvonice na Kopci s kaplí Panny Marie
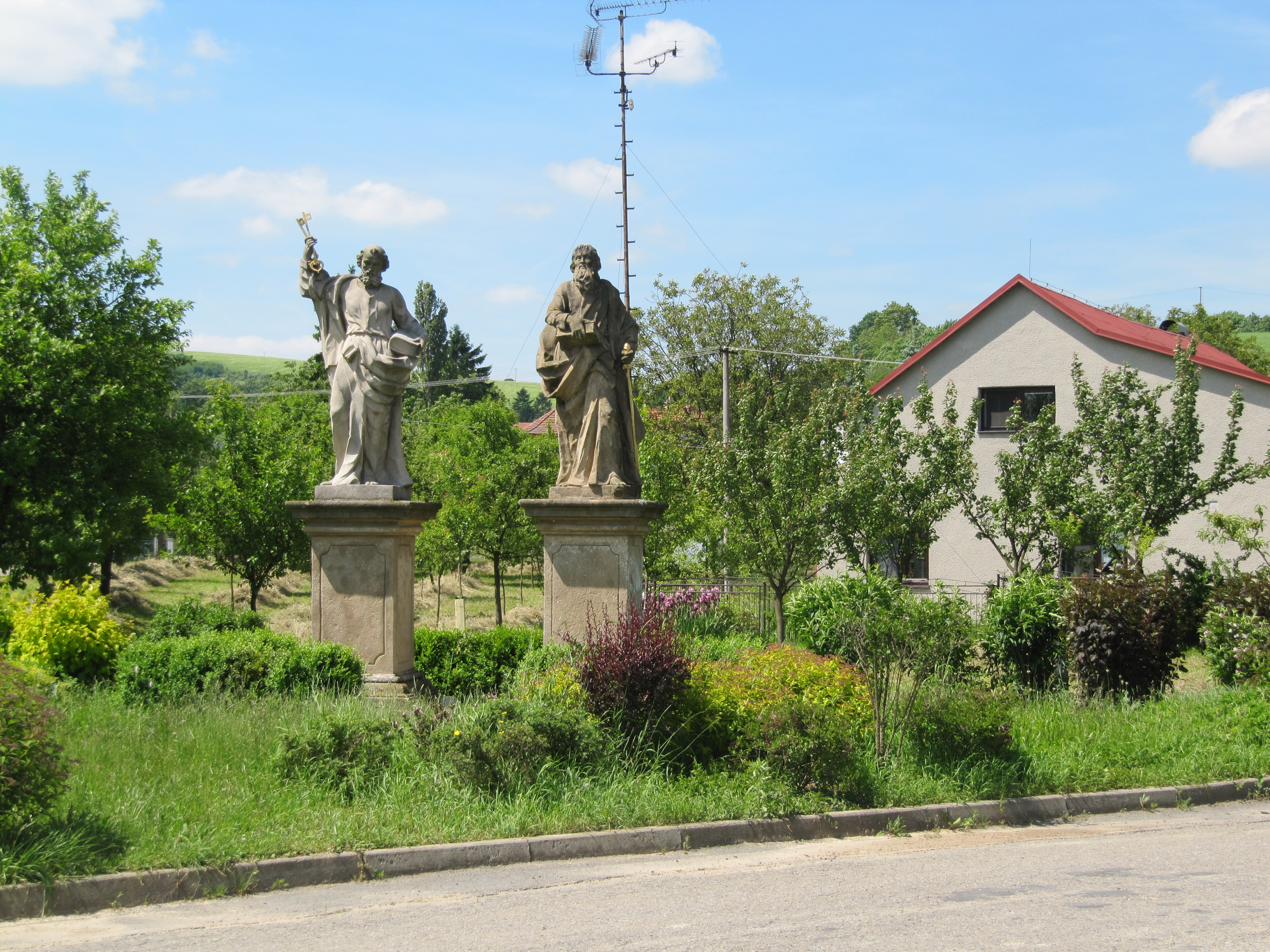
Sochy svatého Petra a Pavla
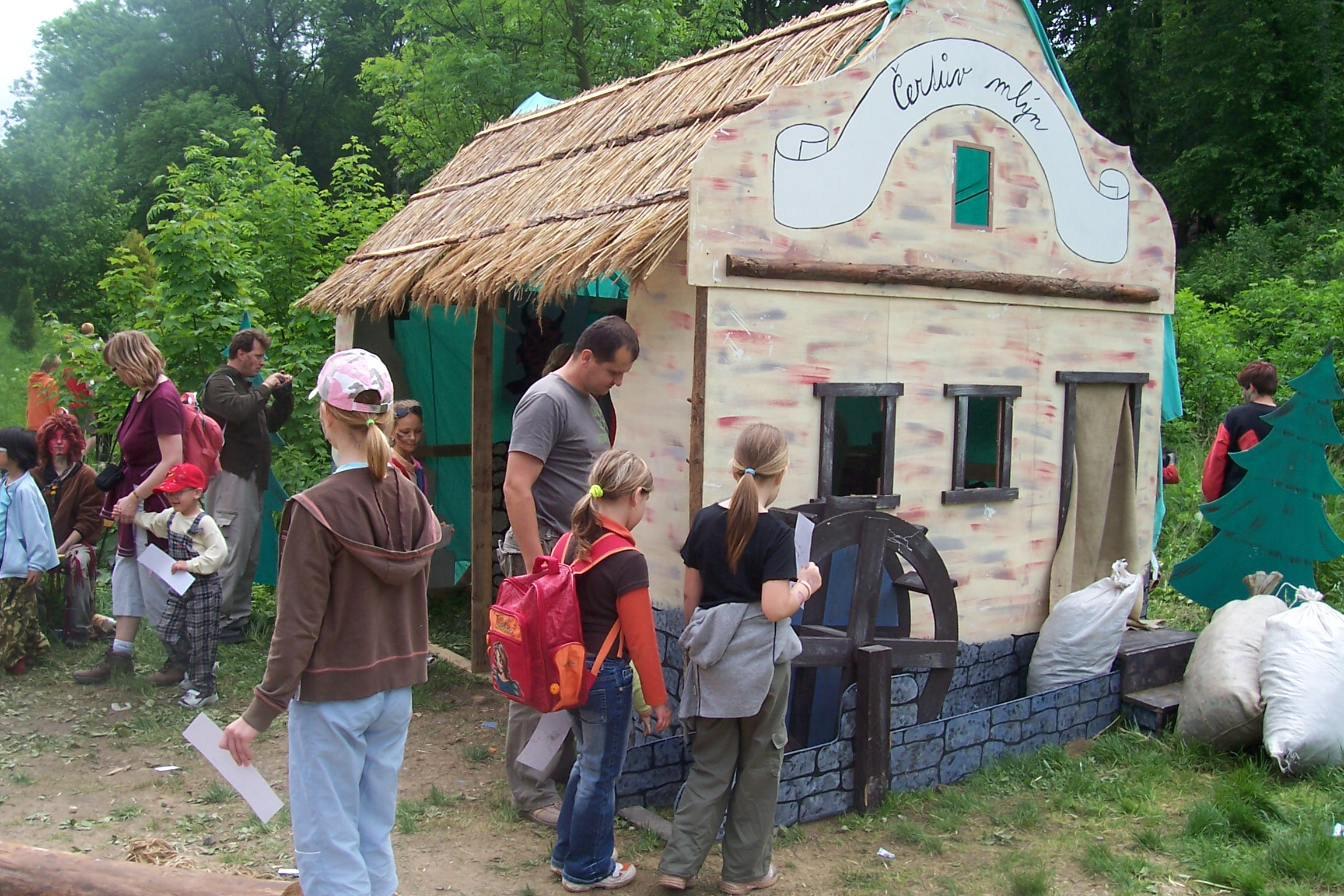
Pohádkový les, tradiční akce pro děti (květen 2008)
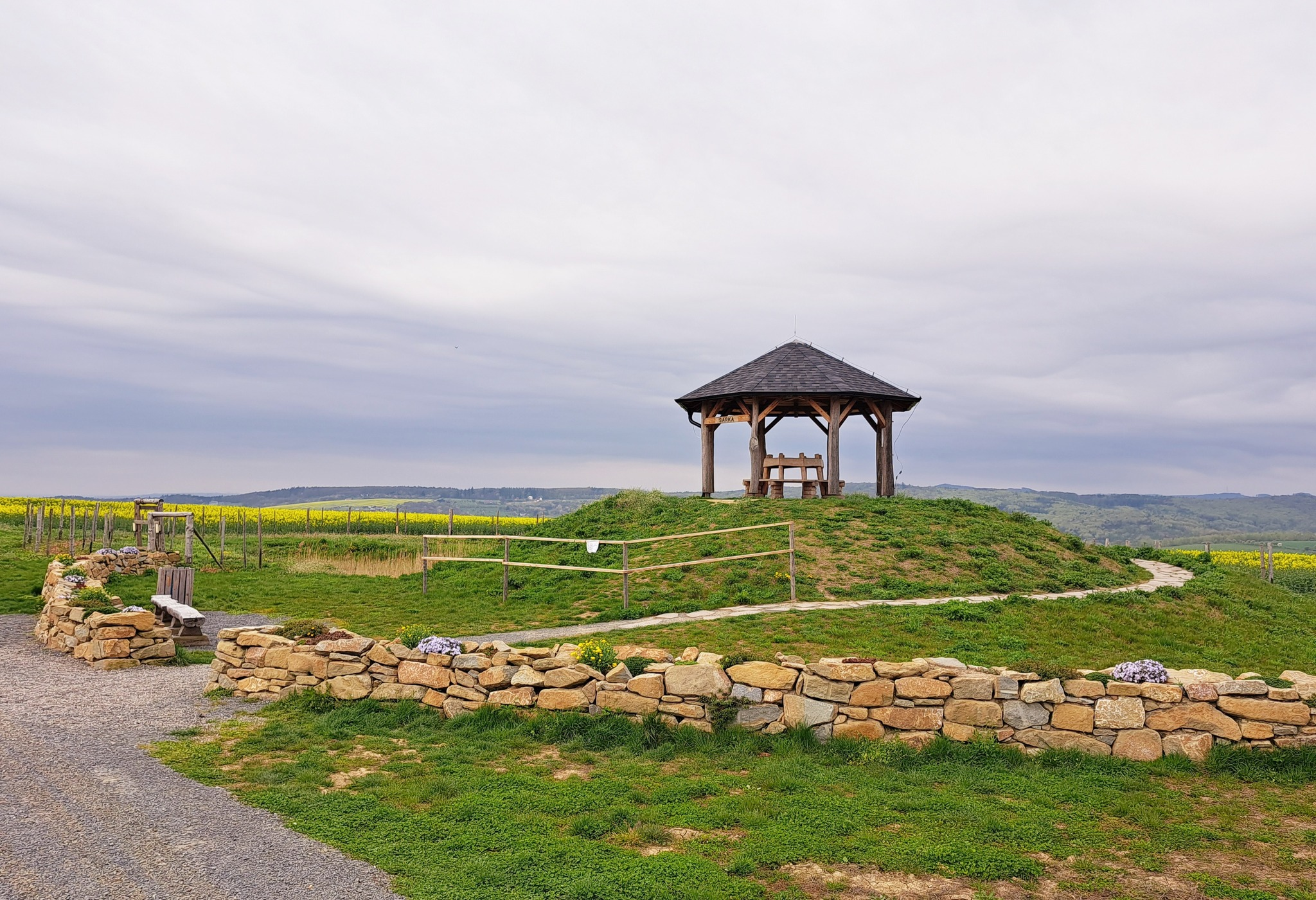
Vyhlídka Šárka